# TeleMAX
A TeleMAX a Rheinmetall cég által kifejlesztett tűzszerészrobot, amely robbanószerkezetek felderítésére, illetve a kisebb méretűek szállítására és hatástalanítására alkalmazható.

## A TeleMAX sajátosságai
A TeleMAX tűzszerészrobot rendszer két alrendszerből épül föl:
- A robot alrendszerből amely magába foglalja a hordozótestet, a futómű szerkezetet és a hasznos terhek rendszerét.
- Mobil ellenőrző és irányító alrendszerből melynek feladata: biztosítani a robot irányíthatóságát és a manipulátor kar mozgatását, továbbá a roboton lévő szenzorok által begyűjtött információk megjelenítését a tűzszerész számára. A vezérlő egység kijelzőjén megjelennek a kamerák képei.

A robot speciális szerkezeti kialakításának köszönhetően nemcsak a manipulátor karját, hanem a futóművét is képes becsomagolni, ami nagyon praktikus az eszköz szállítása szempontjából. A "becsomagolt" robot mindössze 75 cm magas és 40 cm széles. Működés közben a manipulátor kar és a speciálisan emelkedő futómű szerkezet lehetővé teszi a 2,3 m magasságban történő felderítést, illetve munkavégzést. Az elektromos meghajtású robot tápegysége maximálisan 2 óra biztonságos működést garantál -20 °C és +45 °C környezeti hőmérsékletek között.

## Robotok szerepe a haderőkben
A katonákat helyettesítve végre tudnak hajtani számos fontos, de veszélyes, gyakorta életveszélyes feladatot. Ilyen feladatok lehetnek:
- aknakeresés és -mentesítés
- valós idejű felderítés
- kutatás-mentés
- szennyezett területek felkutatása
- a folyamatos terület megfigyelés és a csapásmérés.

Az egyre kisebb méretű katonai robotok helyettesíteni tudják a katonákat olyan területen, ahová a katona egyáltalán nem, vagy csak nagy nehézségek árán juthat el.
A haderők digitális, precíziós és hálózatos fejlődésével párhuzamosan megvalósul a robotok egyre nagyobb számú hadrendbe állítása. Ezt a folyamatot katonai robotforradalomnak (Military Robot Revolution - MRR)nevezzük

## Műszaki adatok
Robot alrendszer:
- Méretek (becsomagolt állapotban M x Sz x H): 75 cm x 40 cm x 80 cm
- Manipulátorkar emelési képessége: 5 kg
- Maximális magasság felemelt futóművel: 235 cm
- Sebesség: 3,5–4,7 km/h (futómű állástól függően)
- Akadály leküzdő képesség: 50 cm
- Üzemi hőmérséklet: -20 °C-tól +50 °C-ig
- Üzemi feszültség: 24 V (zselés akkumulátor)
- Működési idő egy töltéssel: min. 2 óra
- Manipulátor kar forgási tengelyeinek száma: 7

Mobil ellenőrző és irányító alrendszer:
- Kijelző mérete: 10,4"
- Kijelző típusa: LCD
- Kép a képben (PIP): Igen
- Érintő panel: Igen
- Vezérlés típusa: Joystick/érintő panel
- Adat átviteli frekvencia: 433 Mhz – 435 MHz (80 csatorna)
- Videojel átviteli frekvencia: 2,3 GHz (2 csatorna), 1,3 Ghz (5 csatorna)

## TeleMAX robot a Magyar Honvédségnél
A Magyar Honvédség a tűzszerészek védelme érdekében és a tragédiák elkerülése miatt döntött a robot rendszerek hadrendbe állításáról. Az igények és a pénzügyi lehetőségek egyeztetését követően döntés született, hogy a Magyar Honvédség első lépésként egy tűzszerész robot készletet szerez be. Ez magába foglalta egy nagyobb, felderítésre és megsemmisítésre egyaránt alkalmas robot rendszert, valamint egy kisebb, főként felderítésre és egyszerűbb megsemmisítési feladatokra alkalmas robot rendszert, valamint ezen rendszerek szállítására alkalmas utánfutót. A főként felderítő feladatú kisméretű robotnál a választás végül a TeleMAX rendszerre került. Az első készlet 2007-ben érkezett meg majd ezt követően további 1-1 komplett rendszer beszerzését rendelte el a Magyar Honvédség a 2008/2009-es évekre.